# Hanna Feldmann
Hanna Feldmann (* 26. Oktober 1923 in Kronberg im Taunus; † 23. Oktober 2003 in Königstein im Taunus; eigentlich Johanna Maria Feldmann, geborene Antoni) war eine deutsche Heimatdichterin und Heimatforscherin. 

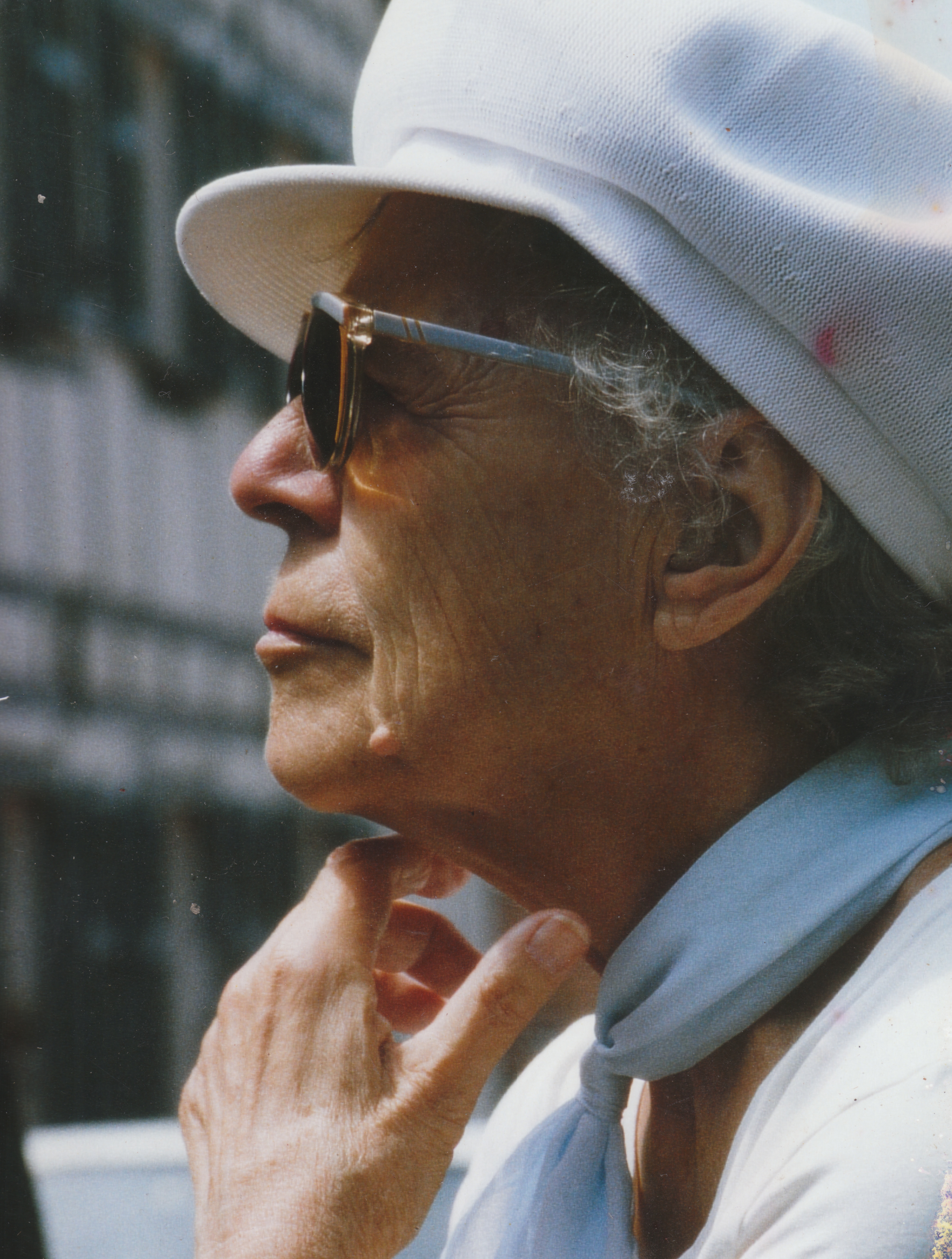
Hanna Feldmann

## Leben und Wirken
Bereits in jungen Jahren war sie lokal durch ihre politischen Büttenreden bekannt. In späteren Jahren widmete sie sich dem Kronberger Vereinsleben, der Kronberger Mundart und der Kronberger Heimatgeschichte. Als Autorin zahlreicher Artikel, Gedichte und Glossen in historischen Zeitschriften sowie in lokalen Zeitungen wie der Taunus-Zeitung, der Kronberger Zeitung, dem Kronberger Boten und im monatsspiegel wurde sie in und um Kronberg bekannt. Im Jahr 1973 erschien im Selbstverlag Hanna Feldmanns erstes Buch E Johr dehaam: ein Streifzug durch das Kronberg meiner Kinderjahre .
Feldmann war Ehrenmitglied in mehreren Vereinen, Gründungsmitglied des Vereinsrings, des Aktionskreises Lebenswerte Altstadt und der 1. Kronberger Laienspielschar, der sie viele Jahre vorstand. Für diese Theatergruppe schrieb sie Märchen, historische Heimatstücke und Freilichtspiele, die in der Stadthalle oder auf der Burg zur (Ur-)Aufführung kamen. Ihre zahlreichen Gedichte waren und sind fester Bestandteil in den regelmäßig stattfindenden Mundartabenden im Hellhof oder auf der Burg. 
Sie hinterließ zwei Söhne, die heute im außereuropäischen Ausland leben.

## Ehrungen
Ihr Hauptanliegen war die Pflege der Kronberger Mundart und des Vereinslebens. Im Jahr 1994 wurde Hanna Feldmann für ihre Verdienste um die Heimatpflege mit der Saalburgmedaille ausgezeichnet. Sie war Trägerin anderer Auszeichnungen der Stadt Kronberg, des Hochtaunuskreises sowie des Landes Hessen. 
Im Jahr 2003 wurde ihr kurz vor ihrem Tode die Ehrenbürgerschaft ihrer Heimatstadt verliehen.

## Werke
- Hanna Feldmann E Johr dehaam, Gedichte und Geschichten, Zeichnungen: Klaus K. Feldmann, Walkmühlenverlag, Usingen, ISBN 3-923658-03-6
- Hanna Feldmann Klaanichkeite vom Flohmarkt, Gedichte und Geschichten, Zeichnungen: Klaus K. Feldmann, Walkmühlenverlag, Usingen, ISBN 3-923658-02-8
- Wilhelm Jung, Hanna Feldmann: Kronberg von A-Z, Verlag Waldemar Kramer, Frankfurt am Main 1998, ISBN 3-7829-0476-1
- Hanna Feldmann (Wolfgang Ronner Hrsg.): Es war einmal... Eine Chronik der Jahre 1872-1975 in Zeitungsmeldungen, ausgewählt von Hanna Feldmann, Verlag Waldemar Kramer, Frankfurt am Main, April 2006, ISBN 3-7829-0563-6